# Televisión digital terrestre en Portugal

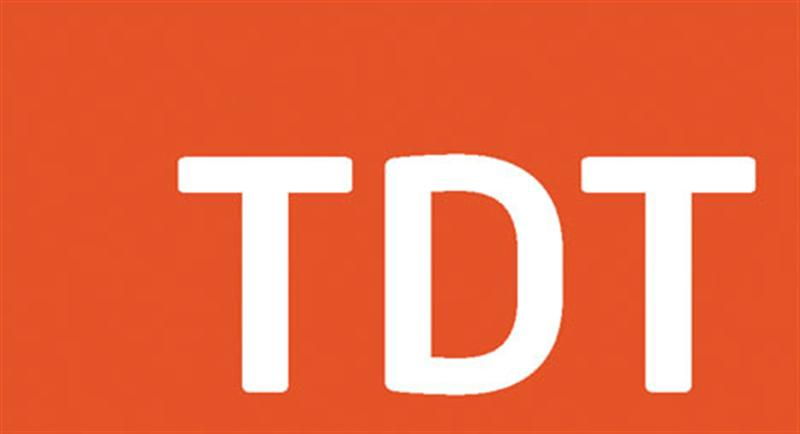
Logotipo TDT Portuguesa

La televisión digital terrestre en Portugal (en portugués: Televisão Digital Terrestre) comenzó el 29 de abril de 2009 con 7 canales de televisión gratuitos disponibles. En las islas Azores y Madeira, también se encuentra disponible el respectivo canal regional (RTP Açores o RTP Madeira). En junio de 2010 la cobertura de la TDT alcanzó el 83 % de la población y alcanzó el 100 % al final de 2010. El apagón analógico se produjo el 26 de abril de 2012.
La televisión digital terrestre en Portugal se considera un Servicio público de radio y televisión en Portugal de titularidad estatal, cuya gestión es realizada de forma directa por el propio Estado y de una manera indirecta, a través de concesiones administrativas a particulares.
El 1 de diciembre de 2016 se incorporaron a la TDT los canales RTP3 y RTP Memoria. Además próximamente se incorporarán dos nuevos canales privados a determinar por concurso público. El 4 de septiembre se anunció que uno de ellos sería un canal de información y el otro deportivo.

## Canales

### Canales Nacionales
| Canal | Cadena      | Titularidad | Acceso   | Grupo                         | Formato   |
| ----- | ----------- | ----------- | -------- | ----------------------------- | --------- |
| 1     | RTP1        | Pública     | Gratuito | Rádio e Televisão de Portugal | 576i (SD) |
| 2     | RTP2        | Pública     | Gratuito | Rádio e Televisão de Portugal | 576i (SD) |
| 3     | SIC         | Privada     | Gratuito | Impresa                       | 576i (SD) |
| 4     | TVI         | Privada     | Gratuito | Media Capital                 | 576i (SD) |
| 5     | ARTV        | Pública     | Gratuito | Assembleia da República       | 576i (SD) |
| 6     | RTP3        | Pública     | Gratuito | Rádio e Televisão de Portugal | 576i (SD) |
| 7     | RTP Memória | Pública     | Gratuito | Rádio e Televisão de Portugal | 576i (SD) |

### Canales Autonómicos
Las dos regiones autónomas insulares de Portugal, los archipiélagos de las Azores y Madeira, disponen cada una de un canal regional que emite en la televisión digital terrestre. Dichos canales pertenecen a la televisión pública nacional RTP.
| Canal | Cadena      | Región autónoma | Titularidad | Acceso   | Grupo                         | Formato   |
| ----- | ----------- | --------------- | ----------- | -------- | ----------------------------- | --------- |
| 5     | RTP Açores  | Açores          | Pública     | Gratuito | Rádio e Televisão de Portugal | 576i (SD) |
| 5     | RTP Madeira | Madeira         | Pública     | Gratuito | Rádio e Televisão de Portugal | 576i (SD) |

## Emisoras
Radio en Portugal:  La Radio y Televisión de Portugal (RTP) tiene también tres emisoras de radio: Antena 1, Antena 2 y Antena 3. Además, existen tres emisoras privadas, de las cuales las más antiguas y conocidas son Rádio Renascença, Rádio Comercial y Rádio Clube Português.